# 國立屏東科技大學
22°38′28″N 120°35′46″E / 22.64111°N 120.59611°E
國立屏東科技大學，簡稱NPUST、屏科大、屏科；舊稱屏東高農、屏東農專。是一所位於臺灣屏東縣內埔鄉的科技大學，其中以農學、獸醫為主要專長，與許多國外著名大學有著合作關係，為全台大學中本校區腹地面積最大的一所大學，也是位於全台灣最南端的學府；除本校區外，在屏東縣車城鄉附近有保力林場、在台東縣達仁鄉附近有達仁林場。

## 歷史
1924年，高雄州立屏東農業補習學校創校，於屏東郡黑金町（現今屏東夜市），由日籍校長鳥居武男接掌校政；於1928年改名為高雄州立屏東農業學校，開始招收國小畢業生，設農業科、畜牧科，並設置家畜病院（今國立屏東科技大學附設獸醫教學醫院）；1939年遷校至瑞穗町（今國立屏東大學民生校區）。1945年中華民國政府接收臺灣後，更名為臺灣省立屏東農業職業學校；1959年改制為臺灣省立屏東高級農業職業學校。臺灣省政府另於1954年於屏東創設臺灣省立屏東農業專科學校。
1963年臺灣省立屏東高級農業職業學校升格五專並與臺灣省立農業專科學校合併，仍名為臺灣省立農業專科學校；1981年改隸屬中央，改名為國立屏東農業專科學校（簡稱屏東農專）。
1986年10月，教育部技職司、省教育廳陸續確認將使用原屏東農專北區校地（今國立屏東大學屏商校區）成立國立屏東商業技術學院。1989年，原屏東市校區（今國立屏東大學民生校區）之後移撥給國立屏東師範學院（後與屏東商專合併成立國立屏東大學）使用，並遷校至目前的內埔校區，佔地283餘公頃。
1991年，升格為國立屏東技術學院，新設日間部二年制13個系，招收專科畢業生；新設日間部四年制5個系，招收高職畢業生；並設立本校的屏東保育類野生動物收容中心。1997年，改制升格為現今「國立屏東科技大學」，設有農業、工業、管理等三個科技學院。2000年，農業、工程、管理科技學院更名為農、工、管理學院，並增加成立人文暨社會科學院；2010年熱帶農業暨國際合作系從農學院獨立擴編為國際學院；2011年獸醫系從農學院擴編為獸醫學院。
2014年教育部「研商典範科技大學策略聯盟運作與分工事宜會議」決議，策略聯盟之任務分工，維持由國立臺北科技大學、國立雲林科技大學、南臺科技大學及國立屏東科技大學擔任四區策略聯盟之召集學校。與國立高雄第一科技大學、國立高雄應用科技大學、正修科技大學以及國立高雄餐旅大學共五間大專院校成立教育部高屏地區五校典範科技大學跨校策略聯盟。2016年「南台灣跨領域科技創新中心」在本校揭牌成立，是繼高雄中山大學後第二個揭幕的創新中心，以農業發展為主。2017年以科技農業為立基，於本校建置「典範特色展覽中心及師生特色作品展示館」。
2018年開辦農業公費專班。同年頂新魏家捐贈獎學金給與屏科大食品安全研究所。同年5月本校時尚系師生赴韓國首爾參加2018年國際美容藝術大賽，於「臉部皮膚美容」、「睫毛延長技法」、「脫毛技法」、「背部護理」、「指甲護理」獲得多項金獎和銀獎。同年6月獲准加入《里山倡議國際夥伴關係網絡（The International Partnership for the Satoyama Initiative; IPSI）》，成為國際第230、台灣第10個成員，也是今年國內技職院校第一所通過申請的學府。同年9月本校樂齡大學課程結合該校6個學院特色教學資源，設計合適銀髮族日常實用課程。同年12月屏東縣政府選定本校增置三座公共藝術「林邊光采濕地裝置藝術」。
2019年4月12日，與財團法人國際合作發展基金會簽署「大專青年海外技術協助服務計畫」合作意向書，將提供學生參與臺灣援外工作機會。同年5月成立「農林副資材循環利用創值開發中心」，以解決大型農林廢料不易處理且消耗過多金錢的問題；本校保育類野生動物收容中心因政府補助經費縮減，今年首度啟動認養計畫供外界認養。同年7月第65次校務會議通過成立與國立臺灣科技大學合併規畫小組，會進一步洽談合併事宜；免費開辦「無人機考照培訓班」，以方便中南部高中職教師通過「無人飛行載具認證考試」。2019年7月18日與國立臺灣科技大學、國立雲林科技大學共同宣布啟動合校計畫，並獲教育部初步認可。2020年因面臨國立臺灣科技大學明年新舊校長交接，合併案暫緩8個月。

## 歷任校長

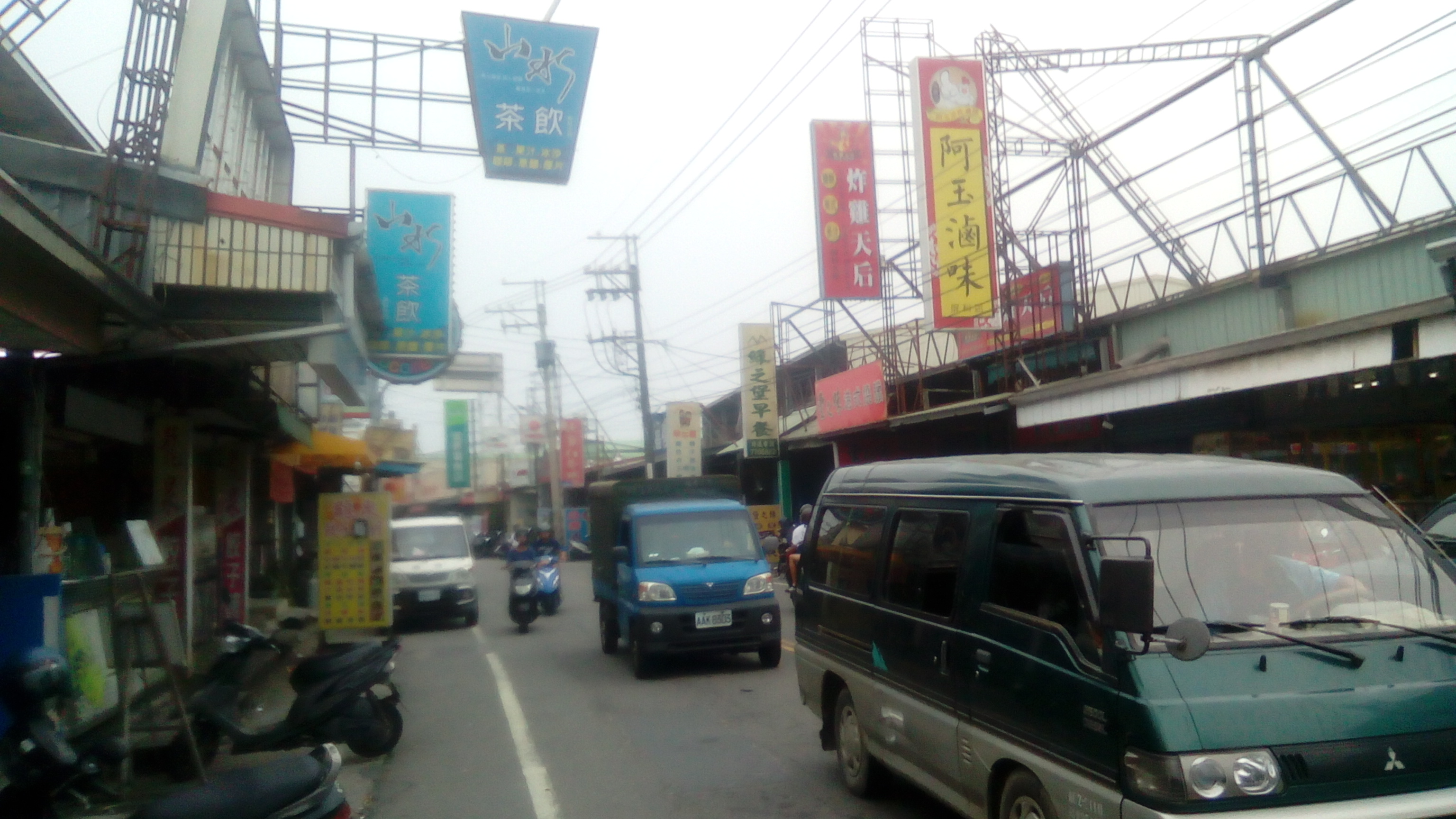
187縣道沿線照

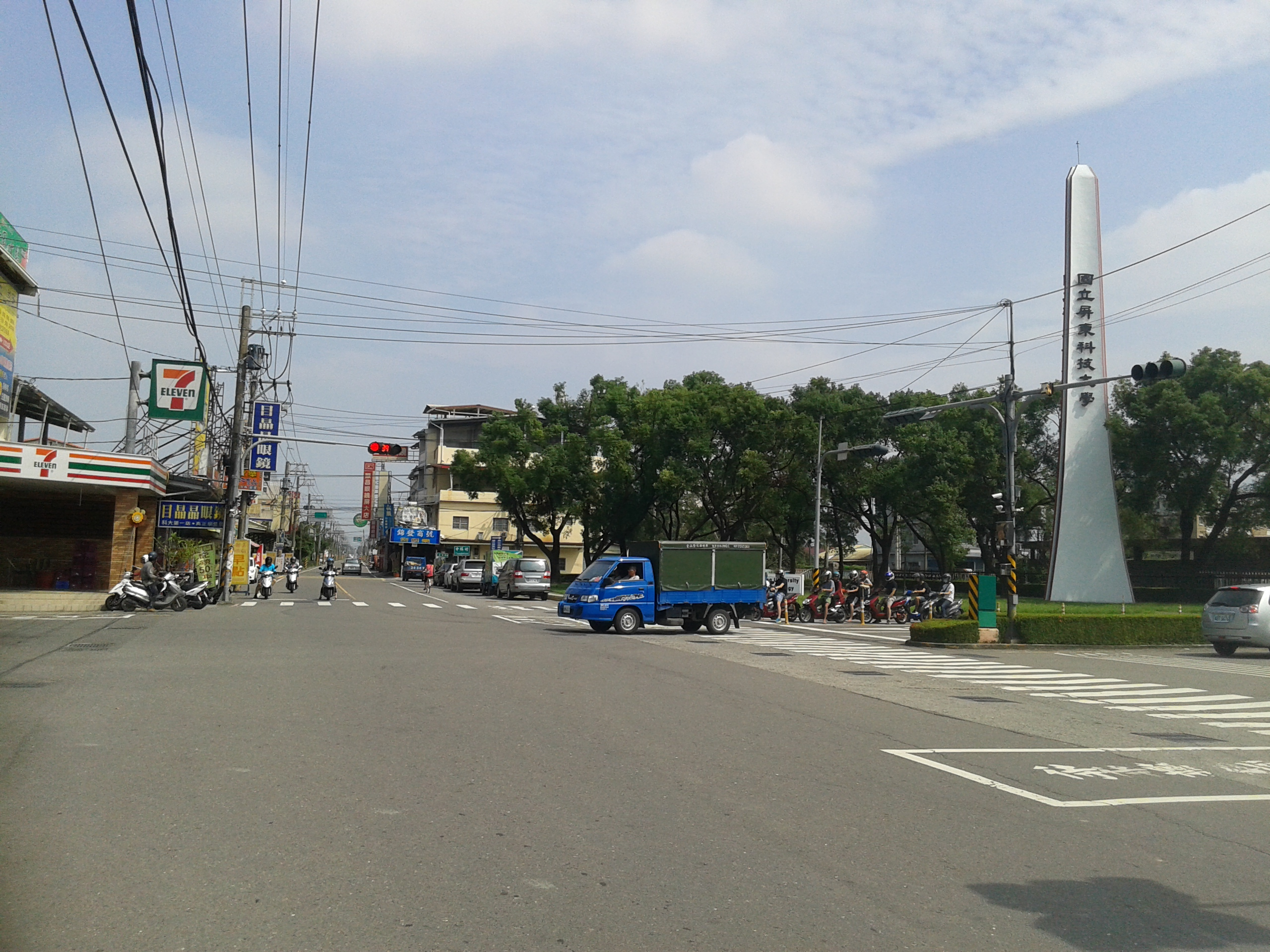
大門路口照

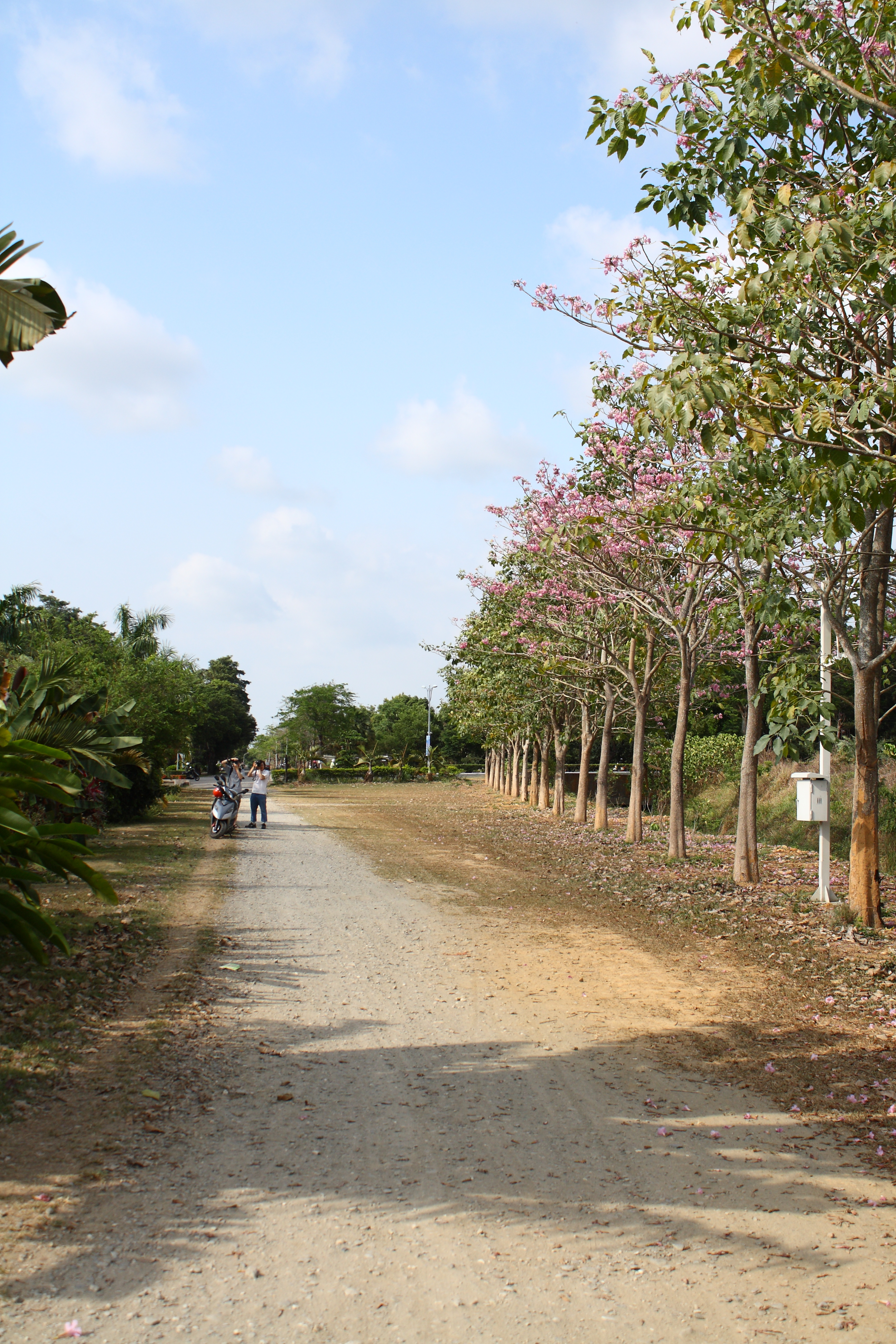
校園一景

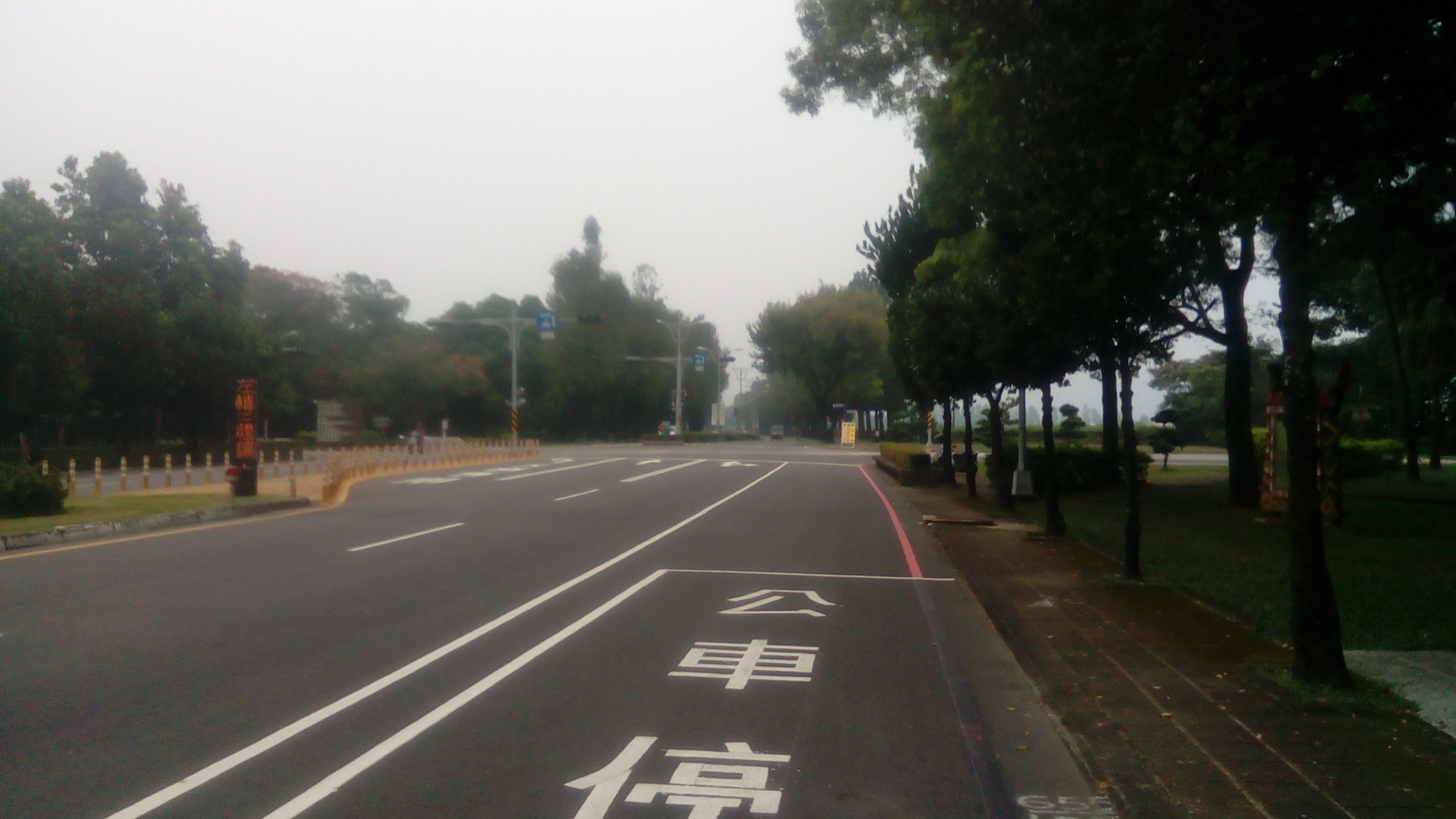
學府路好漢坡

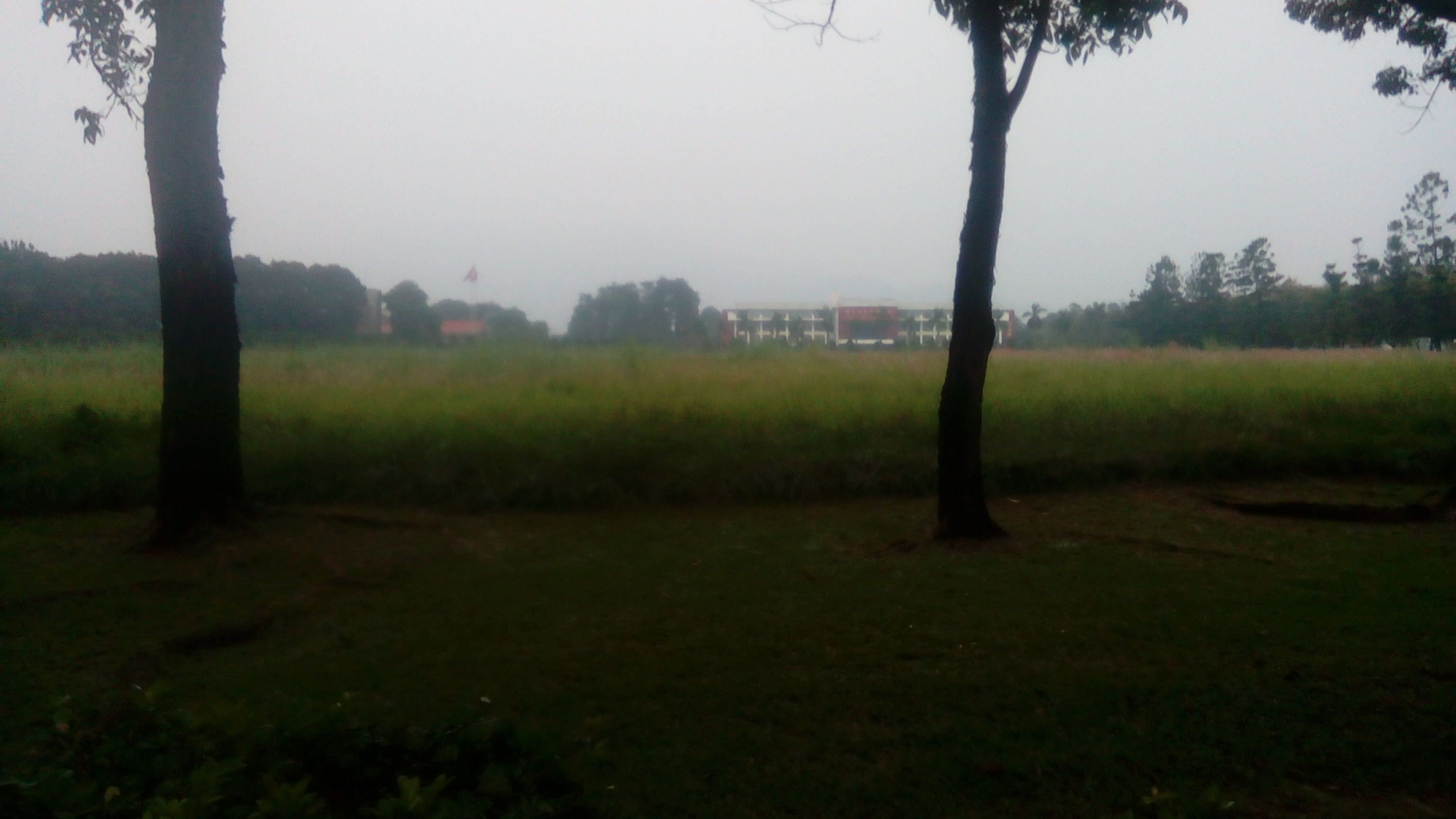
情人坡

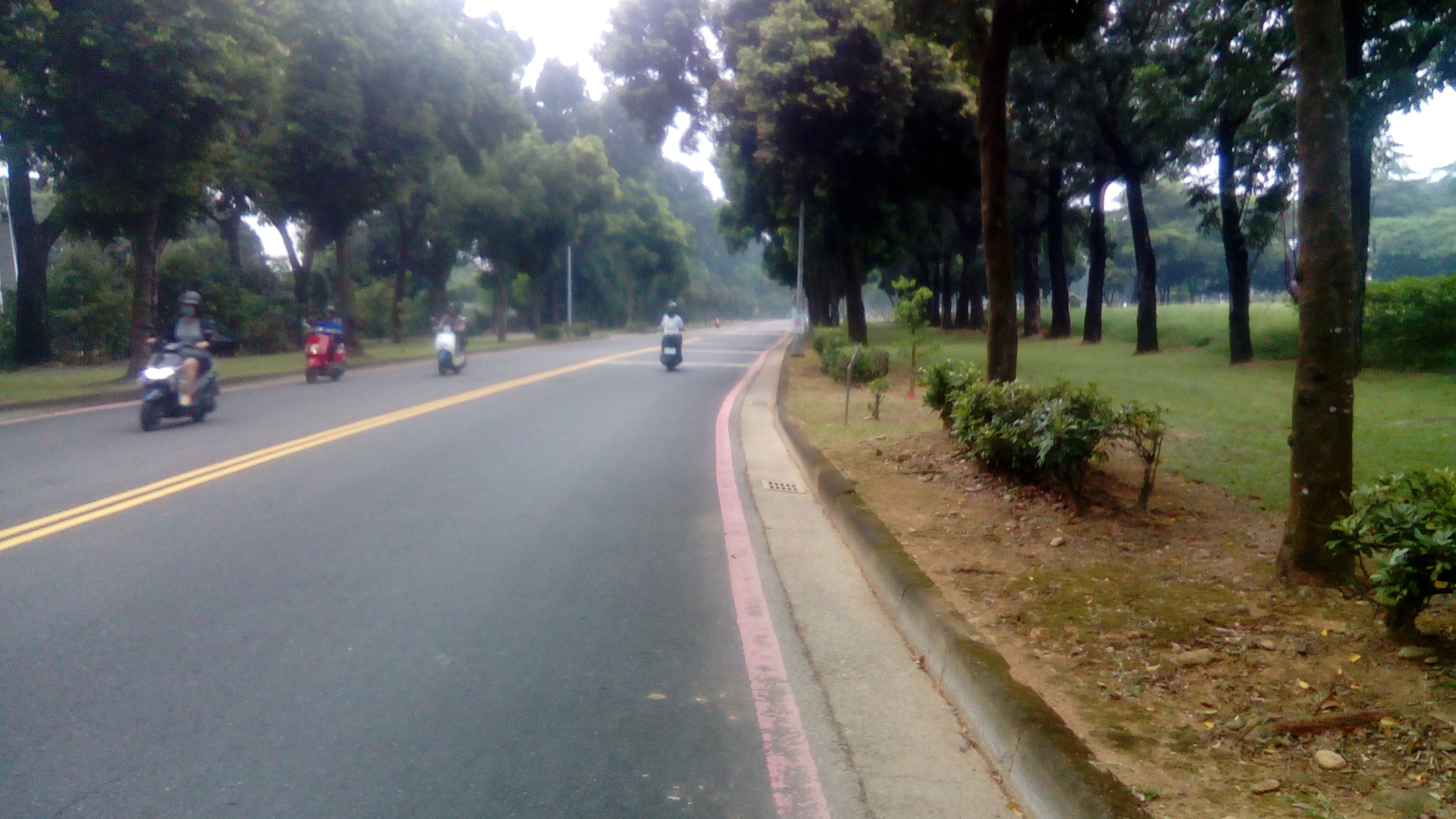
仁愛路

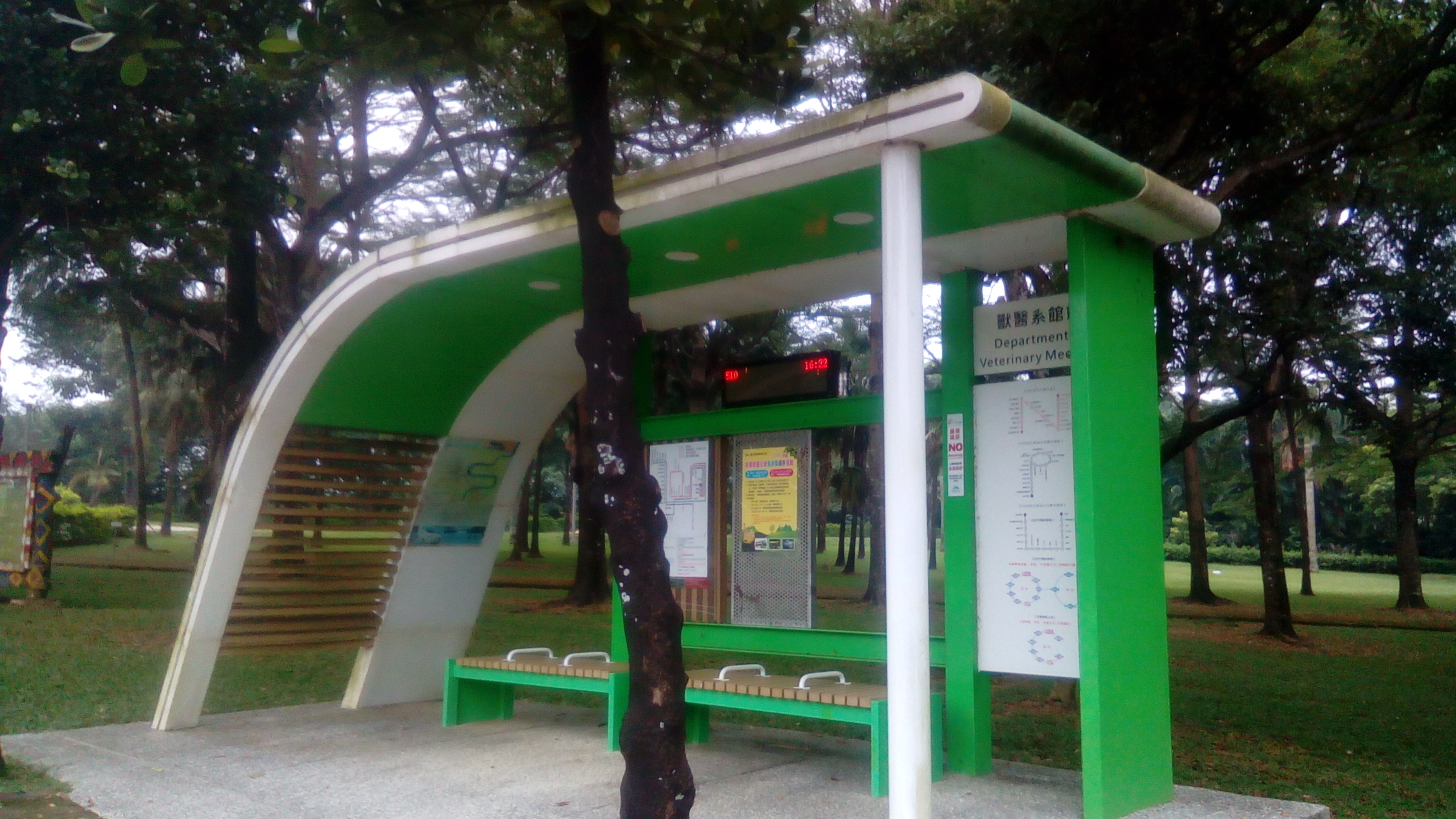
校內智慧公車站牌

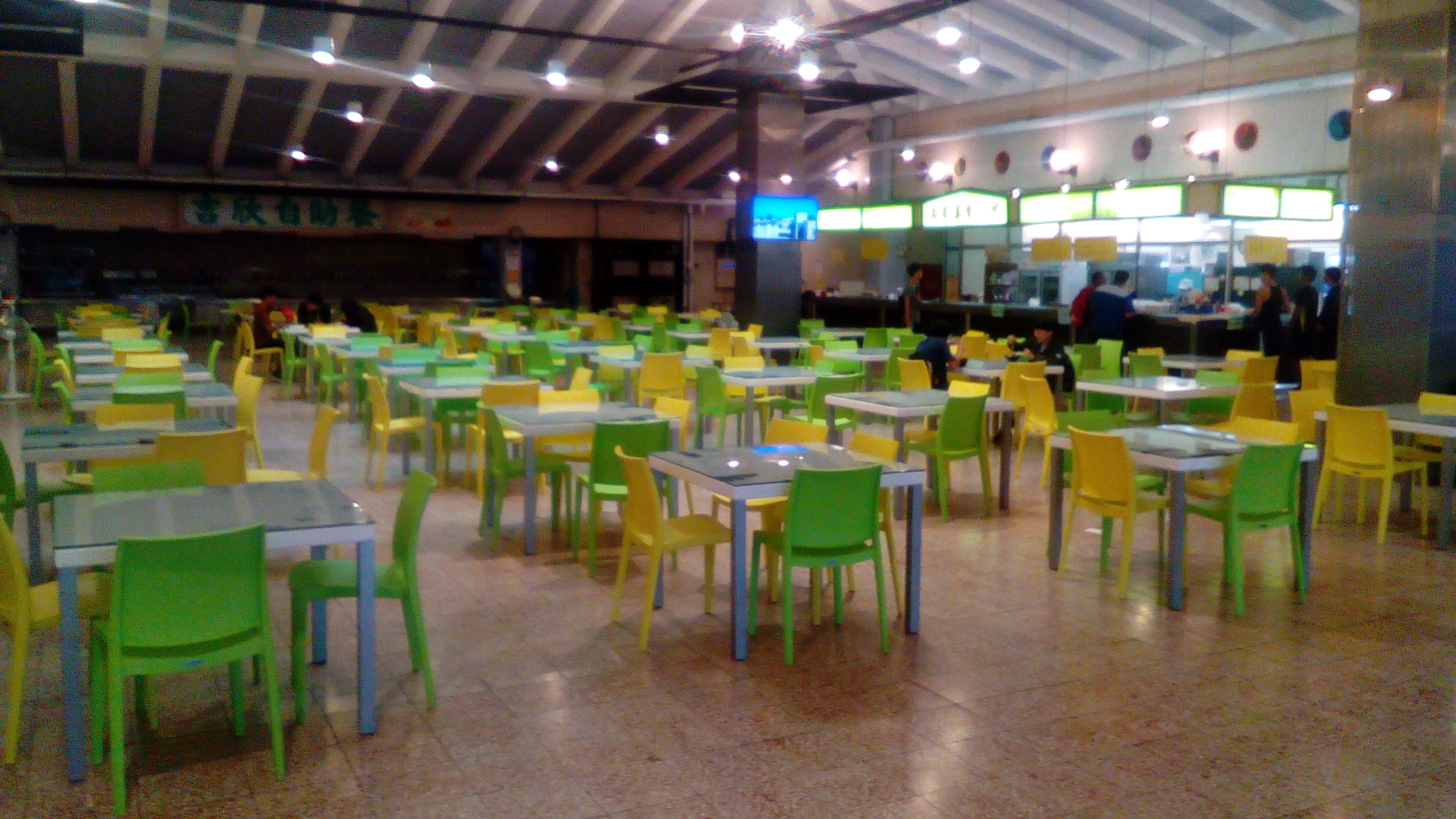
第二餐廳

### 日治時期
高雄州立屏東農業補習學校
| 任次  | 校長     | 就任日期  | 卸任日期  |
| ----- | -------- | --------- | --------- |
| 第1任 | 鳥居武男 | 1924年7月 | 1928年3月 |

高雄州立屏東農業學校
| 任次  | 校長       | 就任日期   | 卸任日期   |
| ----- | ---------- | ---------- | ---------- |
| 代理  | 廣谷致員   | 1928年4月  | 1928年5月  |
| 第1任 | 戶崎二三男 | 1928年5月  | 1929年2月  |
| 代理  | 廣谷致員   | 1929年3月  | 1929年5月  |
| 代理  | 山口尚之   | 1929年5月  | 1929年6月  |
| 第2任 | 福田嘉太郎 | 1929年6月  | 1938年9月  |
| 第3任 | 星野力     | 1938年9月  | 1938年11月 |
| 第4任 | 澤田義     | 1938年11月 | 1941年4月  |
| 第5任 | 服部正夷   | 1941年4月  | 1943年2月  |
| 第6任 | 井手直澄   | 1943年2月  | 1943年7月  |
| 第7任 | 小川茂富   | 1944年2月  | 1945年10月 |

### 二戰後時期
臺灣省立屏東農業職業學校
| 任次  | 校長   | 就任日期   | 卸任日期   |
| ----- | ------ | ---------- | ---------- |
| 代理  | 盧老枝 | 1945年11月 | 1945年12月 |
| 第1任 | 廖季清 | 1946年1月  | 1947年5月  |
| 第2任 | 陳霖蒼 | 1947年5月  | 1952年7月  |
| 第3任 | 王玉崗 | 1952年7月  | 1959年5月  |

臺灣省立屏東高級農業職業學校
| 任次  | 校長   | 就任日期  | 卸任日期  |
| ----- | ------ | --------- | --------- |
| 第1任 | 王玉崗 | 1959年5月 | 1963年7月 |

臺灣省立農業專科學校
| 任次  | 校長   | 就任日期  | 卸任日期  |
| ----- | ------ | --------- | --------- |
| 第1任 | 王玉崗 | 1954年9月 | 1964年2月 |

臺灣省立屏東農業專科學校
| 任次  | 校長   | 就任日期  | 卸任日期  |
| ----- | ------ | --------- | --------- |
| 第1任 | 王玉崗 | 1964年3月 | 1967年7月 |
| 第2任 | 張愷   | 1967年8月 | 1971年2月 |
| 第3任 | 林樂健 | 1971年2月 | 1972年9月 |
| 第4任 | 郭孟祥 | 1972年9月 | 1981年6月 |

國立屏東農業專科學校
| 任次  | 校長   | 就任日期  | 卸任日期  |
| ----- | ------ | --------- | --------- |
| 第1任 | 郭孟祥 | 1981年7月 | 1984年9月 |
| 第2任 | 吳功顯 | 1984年9月 | 1991年6月 |

國立屏東技術學院
| 任次  | 校長   | 就任日期  | 卸任日期  |
| ----- | ------ | --------- | --------- |
| 第1任 | 吳功顯 | 1991年7月 | 1993年9月 |
| 第2任 | 劉顯達 | 1993年9月 | 1997年7月 |

國立屏東科技大學
| 任次  | 校長   | 就任日期      | 卸任日期  |
| ----- | ------ | ------------- | --------- |
| 第1任 | 劉顯達 | 1997年8月     | 2002年5月 |
| 第2任 | 周昌弘 | 2002年5月     | 2006年7月 |
| 第3任 | 古源光 | 2006年8月     | 2014年7月 |
| 第4任 | 戴昌賢 | 2014年8月     | 2022年7月 |
| 第5任 | 張金龍 | 2022年8月至今 |           |

## 學校排名
2017年《遠見雜誌》所發表之「台灣最佳大學排行榜」中，在台灣最佳大學總排名中排行第38名（技專校院第4名）；在產學合作績效項目排名第19名（技專校院第3名）。另外根據2017年《Cheers快樂工作人雜誌》所發表之「2000大企業最愛大學生調查」中，在全國158所大學中排行第26名（技專校院第7名）。
2019年《遠見雜誌》所發表之「台灣最佳大學排行榜」中，在台灣最佳大學總排名中排行全國第19名、技職類第5名。2021年「世界大學影響力排名」中，全臺35所入榜大學內，全臺排名第七、科技大學排名第一。2022年「THE世界大學影響力排名」，榮獲科技大學第1名。
2023年「世界綠色大學評比」成績創下10連霸紀錄，全球第一。在2024年「天下USR大學公民」調查中，屏科大首度拿下公立技職大學組第1，也是該組最早承諾要達成淨零的學校。

## 校地

### 位置
位於屏東縣內埔鄉老埤地區東北山丘坡地上，倚大武山，傍東港溪，校地之廣，面積為298.79公頃，居全國大專院校之冠；校舍依地勢規劃而建，極具淳樸特色，且視野遼闊，優美如畫，園景之好，媲美國家公園，致有「國家公園大學」之美譽。校地因處於老埤台地(虎頭山)上，地勢傾斜，整體校地坡度約三度，且校區廣大，單單一個內埔校區面積就廣達3平方公里，生活往來需交通工具代步。

### 交通方式
因位於離屏東市區較偏遠處，距屏東火車站約15公里，車程30分鐘，且校園內腹地廣大，本校學生常以機車代步，少數學生搭乘公車。目前公車路線有公路客運、屏東縣市區公車及屏科大校外賃居生活圈公車。
從外縣市前來的訪客，可自行開車從三號國道400k處下長治交流道，或從一號國道367k處下高雄交流道沿一般道路前往。另可於高鐵左營站下車再於台鐵新左營站轉搭台鐵至屏東火車站，或直接搭乘台鐵至屏東火車站，再搭乘公路客運、台灣好行或校園專線公車前往。

### 校園景觀與建築
- 靜思湖：位於水土保持戶外教室內坡地果園示範區下側，原為荒廢養殖池，2003年教育部補助本校永續大學校園改造，期間採池底清除淤泥維持濕地應有水位，另採用自然資材及生態工法改善濕地周邊穩定，並進行不同水生植物復育，進而提供各類生物之棲地環境，現為一面積達3.6公頃生態濕地。配合步道系統及強化水文觀測，已使人為干擾減除，除能提供生態觀察及教學場所，亦達到永續大學校園改造目的[33]。

- 映霞湖：為人工濕地及水生植物復育區，同時也是處理學校生活汙水的生態池，汙水經環境保護暨安全衛生中心處理後會排放至映霞湖，透過生物氧化、人工溼地和水生植物進行汙水淨化處理[34]。

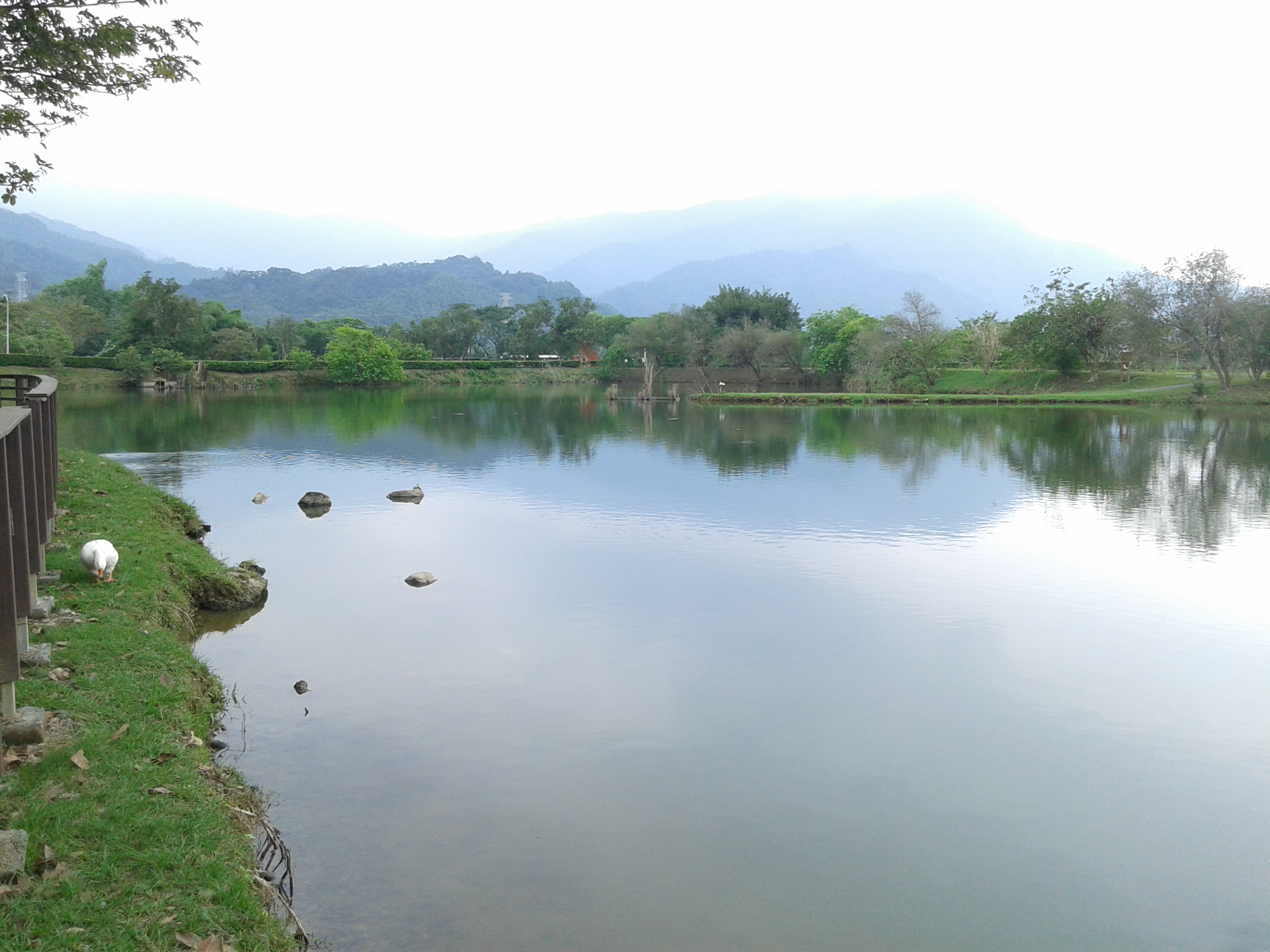
靜思湖
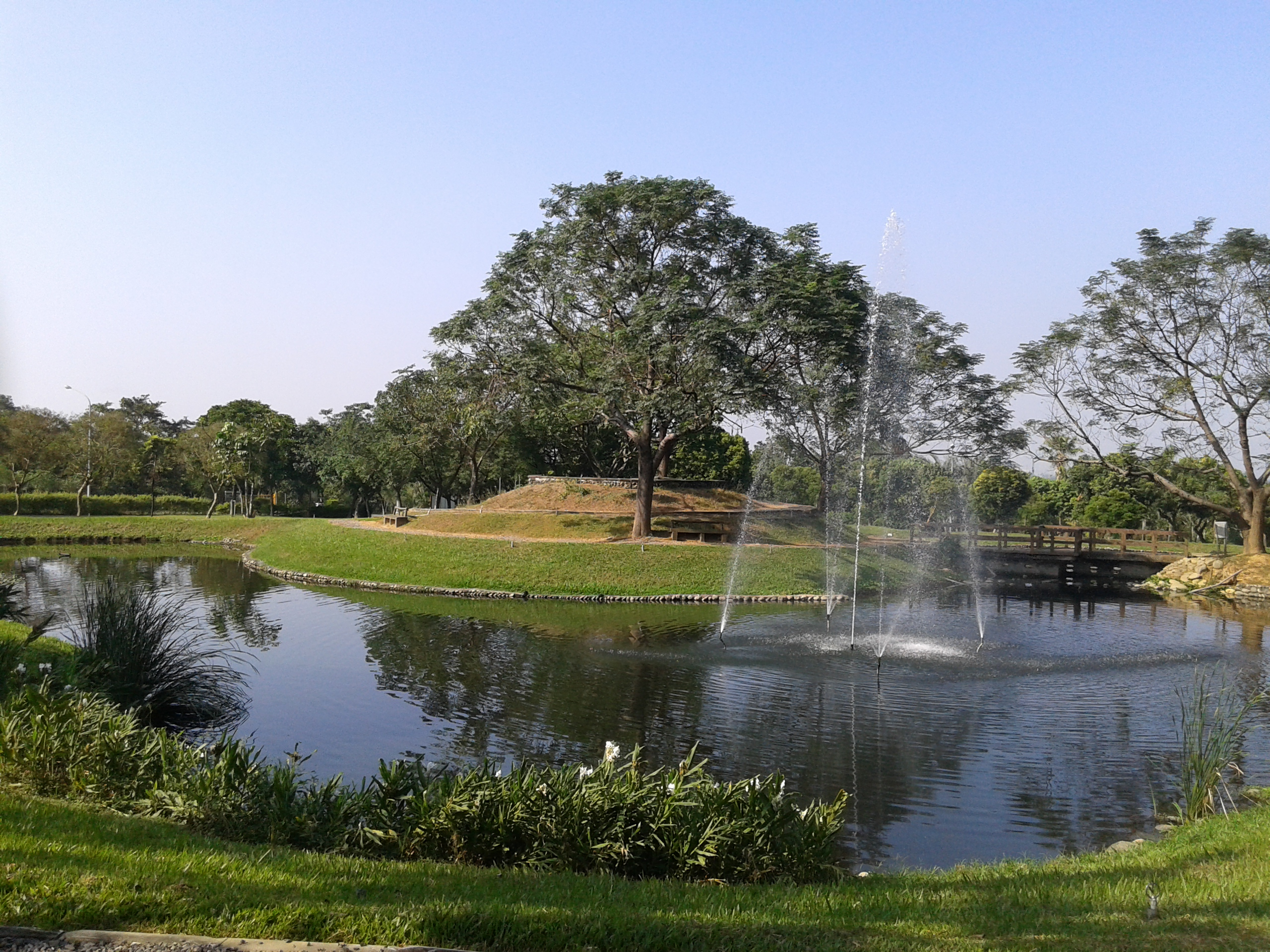
映霞湖
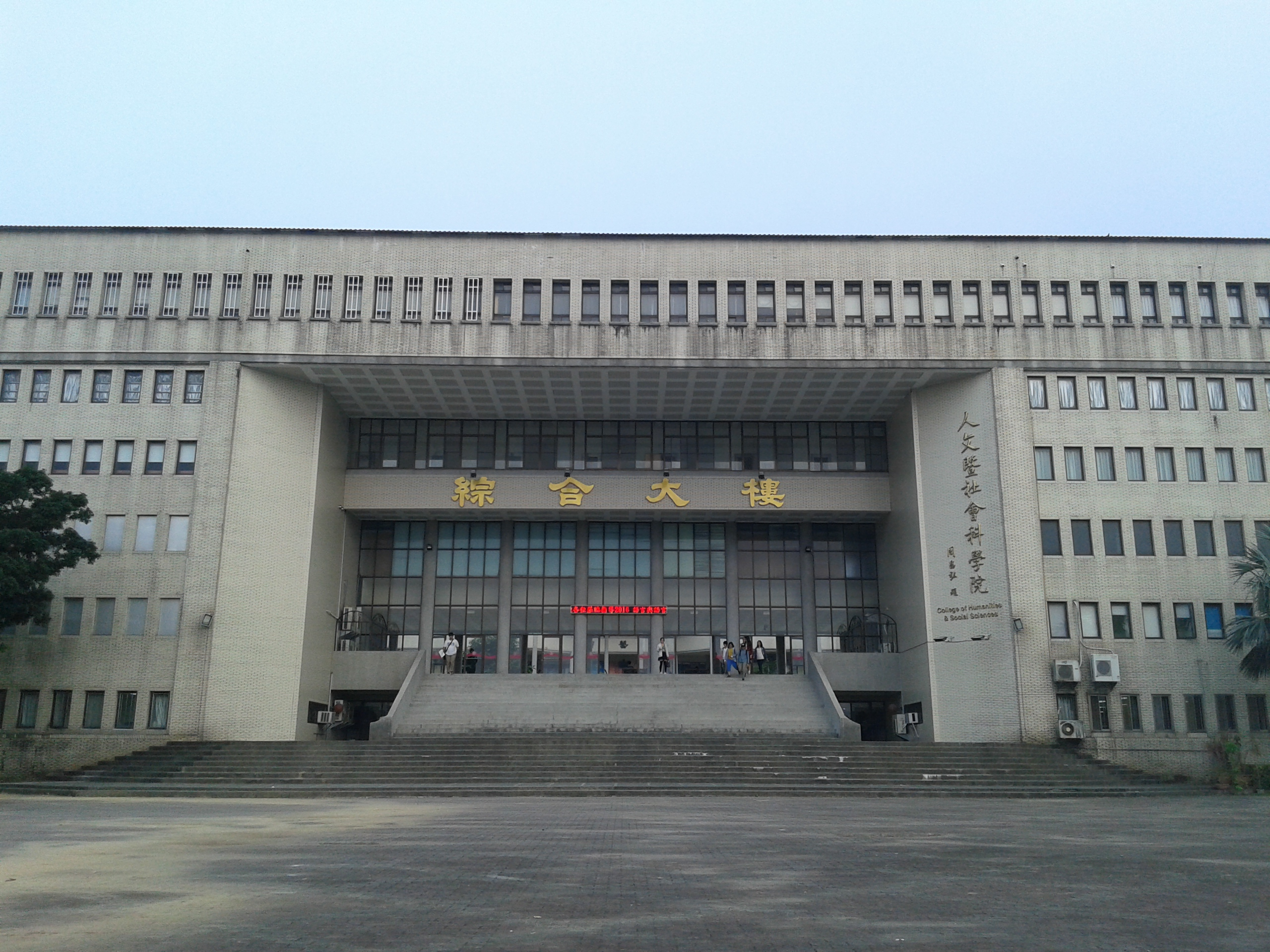
綜合大樓
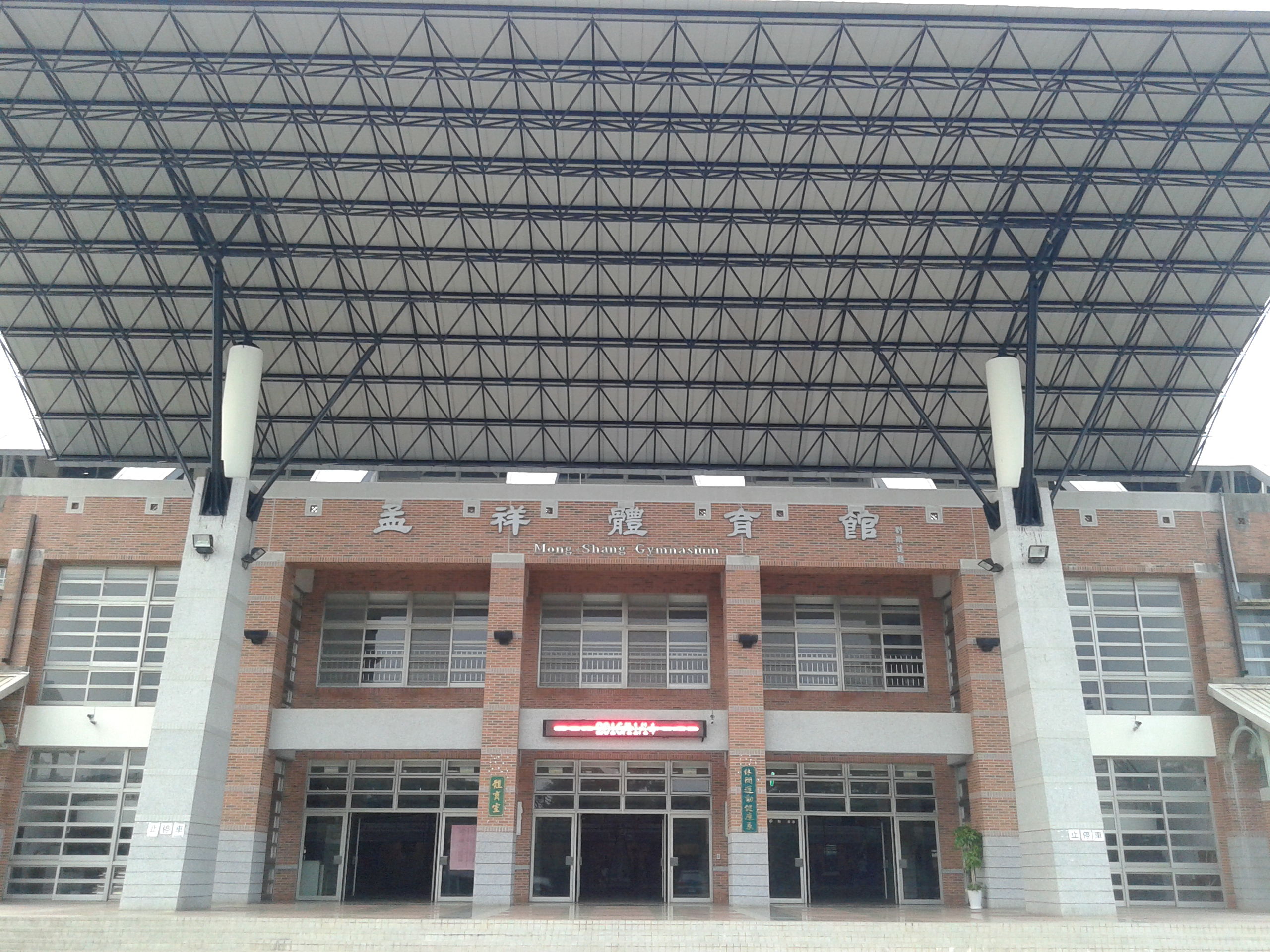
孟祥體育館
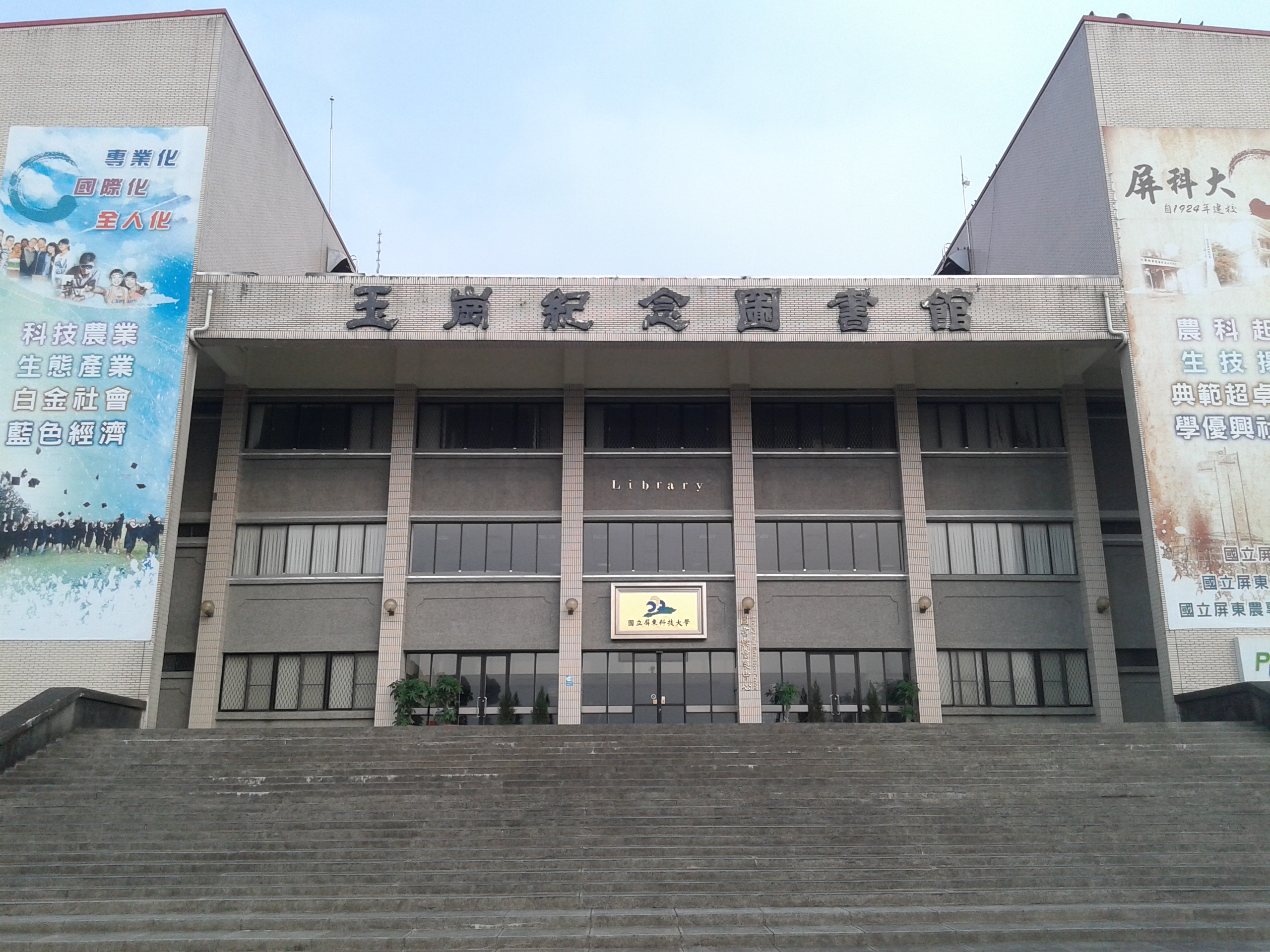
玉崗紀念圖書館
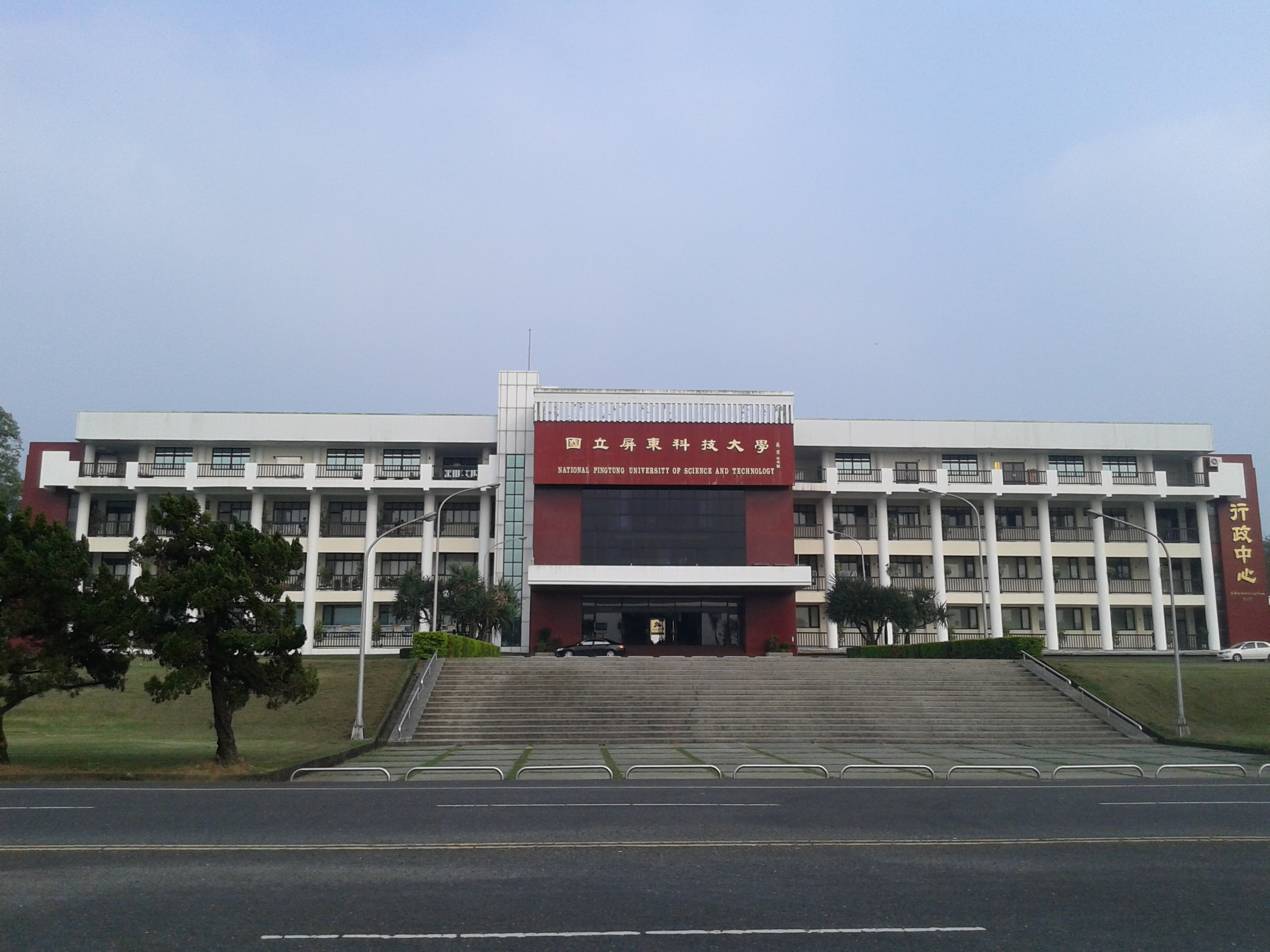
行政大樓
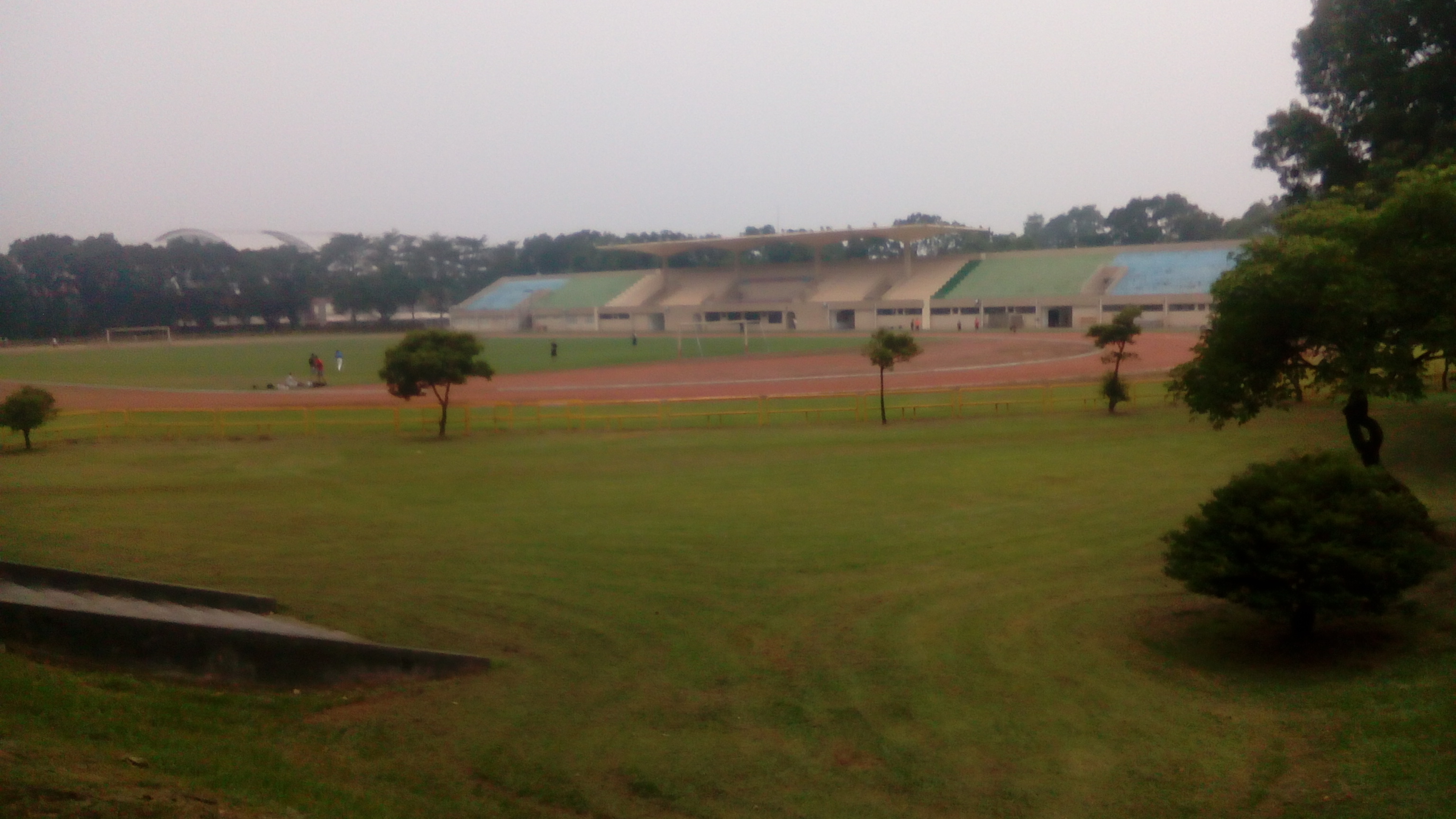
運動場
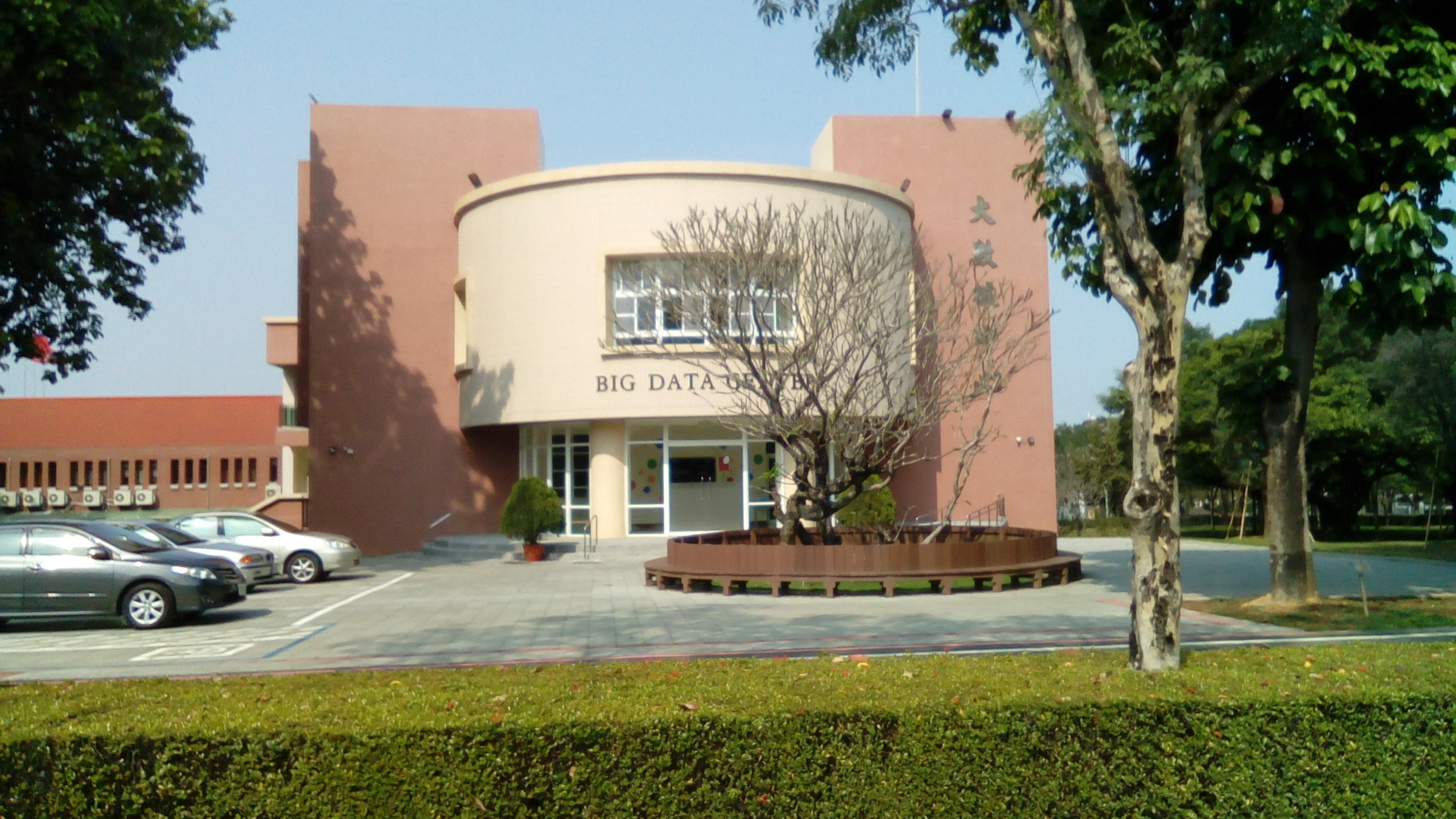
大數據中心
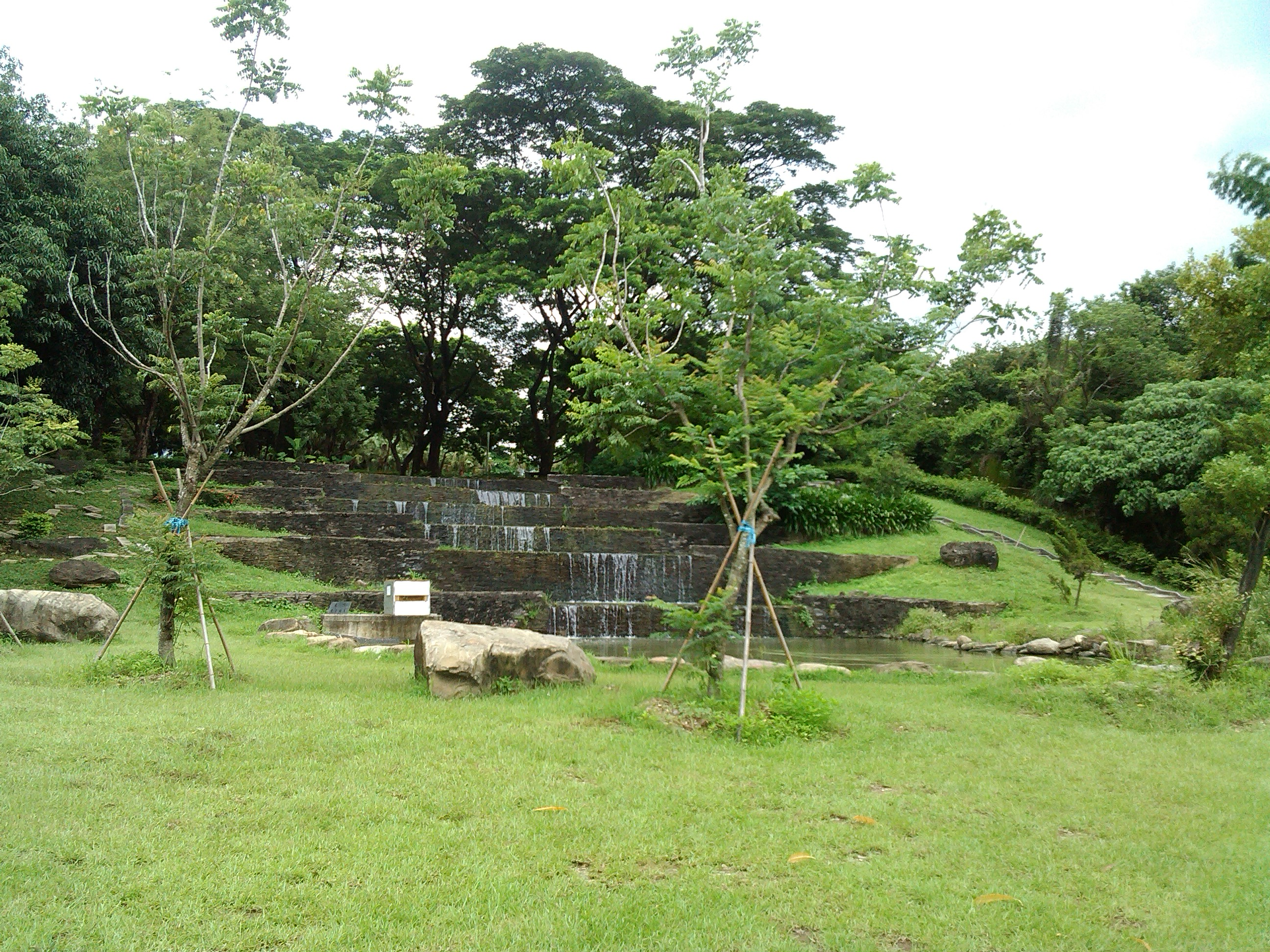
屏東科大的人工瀑布

## 友校

### 世界大學姊妹校
國立屏東科技大學成立至今，與世界上的大學共有226所學校締結姊妹校，亞洲有148所（包括中國大陸47所）、歐洲有23所、非洲有8所、美洲有44所、大洋洲有3所。

### 國內學校策略聯盟
- 北北基區
  - 景文科技大學
  - 醒吾科技大學
  - 台北醫學大學
  - 真理大學
  - 輔仁大學
  - 致理科技大學
  - 實踐大學
- 桃竹苗區
  - 國立中央大學
  - 國立聯合大學
- 中彰投
  - 靜宜大學
  - 逢甲大學
  - 修平科技大學
  - 中台科技大學
- 雲嘉南區
  - 國立嘉義大學
  - 環球科技大學
  - 中華醫事科技大學
  - 吳鳳科技大學
  - 國立臺南護理專科學校
  - 崑山科技大學
  - 南台科技大學
  - 遠東科技大學
- 高屏區
  - 國立高雄科技大學
  - 國立高雄餐旅大學
  - 國立高雄師範大學
  - 國立高雄大學
  - 文藻外語大學
  - 正修科技大學
  - 空軍軍官學校
  - 空軍航空技術學院
  - 樹德科技大學
  - 國立屏東大學
  - 美和科技大學
  - 大仁科技大學
  - 慈惠醫護管理專科學校
- 花東區
  - 國立臺東專科學校

- 高雄市立三民高級家事商業職業學校
- 高雄市私立樹德高級家事商業職業學校

- 國立內埔高級農工職業學校
- 國立屏東高級工業職業學校
- 國立佳冬高級農業職業學校
- 國立東港高級海事水產職業學校
- 國立恆春高級工商職業學校
- 屏東縣私立華洲高級工業家事職業學校
- 屏東縣私立民生高級家事商業職業學校
- 屏東縣私立日新高級工業商業職業學校

- 國立成功商業水產職業學校
- 天主教公東高級工業職業學校
- 國立台東高級商業職業學校

- 國立金門高級農業工業職業學校

## 學校單位

### 教學單位
| 農學院 | 生物資源研究所（博士班）               | 生物科技系（含碩士班）         |
| 農學院 | 食品科學系（含碩士班、博士班、進修部） | 農園生產系（含碩士班、博士班） |
| 農學院 | 森林系（含碩士班）                     | 水產養殖系（含碩士班、博士班） |
| 農學院 | 動物科學與畜產系（含碩士班）           | 植物醫學系（含碩士班）         |
| 農學院 | 木材科學與設計系（含碩士班）           | 科技農業進修學士學位學程       |

| 工學院 | 土木工程系（含碩士班、博士班） | 生物機電工程系（含碩士班、進修部）   |
| 工學院 | 材料工程系（含碩士班）         | 環境工程與科學系（含碩士班、博士班） |
| 工學院 | 機械工程系（含碩士班）         | 水土保持系（含碩士班）               |
| 工學院 | 車輛工程系（含碩士班）         |                                      |

| 管理學院 | 景觀暨遊憩管理研究所（碩士班） | 餐旅管理系（含碩士班）       |
| 管理學院 | 農企業管理系（含碩士班）       | 資訊管理系（含碩士班）       |
| 管理學院 | 工業管理系（含碩士班，碩專班） | 時尚設計與管理系（含碩士班） |
| 管理學院 | 高階經營管理碩士在職專班       | 財務金融國際學士學位學程     |

| 人文暨社會科學學院 | 技術及職業教育研究所（碩士班）     | 客家文化產業研究所（碩士班） |
| 人文暨社會科學學院 | 社會工作系（含碩士班、進修部）     | 應用外語系（含碩士班）       |
| 人文暨社會科學學院 | 休閒運動健康系（含碩士班、進修部） | 幼兒保育系（含碩士班）       |
| 人文暨社會科學學院 | 師資培育中心                       | 通識教育中心                 |

| 國際學院 | 熱帶農業暨國際合作系（含碩士班、博士班） | 食品科學國際碩士學位學程   |
| 國際學院 | 土壤與水工程國際碩士學位學程             | 農企業管理國際碩士學位學程 |
| 國際學院 | 觀賞魚科技及水生動物健康國際學位專班     | 動物用疫苗國際學位專班     |

| 獸醫學院 | 獸醫學系（含碩士班、博士班） | 動物疫苗科技研究所（碩士班） |
| 獸醫學院 | 野生動物保育研究所（碩士班） |                              |

| 達人學院 | 智慧機電學士學位學程 |  |

### 研究總中心
| 農業科技類 | 工作犬訓練中心           | 木材加工技術服務中心       |
| 農業科技類 | 水產養殖科技服務中心     | 動物疫苗及佐劑技術研發中心 |
| 農業科技類 | 動物製劑試量產測試中心   | 創新生物製品技術服務中心   |
| 農業科技類 | 林業及生物多樣性中心     | 智慧農業中心               |
| 農業科技類 | 植物醫學教學醫院         | 農水產品檢驗與驗證中心     |
| 農業科技類 | 農學院熱帶農業研究中心   | 綠能生物工廠               |
| 農業科技類 | 熱帶養豬技術諮詢培育中心 | 特殊寵物疾病研究服務中心   |

| 生活應用類 | 活性天然物暨生物技術服務中心 | 食品創新科技服務中心 |

| 人文及社會類 | 尤努斯社會企業中心     | 主題休閒遊憩服務中心 |
| 人文及社會類 | 永續健康照護中心       | 老建築典藏研究中心   |
| 人文及社會類 | 保育類野生動物收容中心 | 客家產業研究中心     |
| 人文及社會類 | 野生動物保育服務中心   | 智慧媒材研創中心     |

| 商業與資訊管理類 | 大數據科技研發服務中心 | 創新與產品研發中心 |
| 商業與資訊管理類 | 資訊技術服務中心       | 電子商務研發中心   |

| 工程技術類 | 水土保持科技服務中心       | 水資源教育及研究中心複合土砂災害防治研究中心 |
| 工程技術類 | 先進車輛技術研究暨服務中心 | 材料檢測科技服務中心                         |
| 工程技術類 | 災害防救科技研究中心       | 無人載具應用研發中心                         |
| 工程技術類 | 循環材料研究中心           | 農林漁牧養殖碳排放盤查暨新興污染物中心       |
| 工程技術類 | 軌道車輛研究中心           | 綠建材技術服務中心                           |
| 工程技術類 | 複合土砂災害防治研究中心   | 機械工程科技服務中心                         |
| 工程技術類 | 營建暨水資源工程服務中心   | 環境科技服務中心                             |
| 工程技術類 | 3D列印中心                 | 永續研發中心                                 |

## 附設單位
除各院系所的實習場所之外，亦設有全台唯一的「國家免疫馬場」、「保育類野生動物收容中心」、「公立犬貓中途之家」及「工作犬訓練學校」，另有2座林場供森林系教學實驗用，分別為在本縣車城鄉保力村的「保力林場」（268公頃）與在台東縣達仁鄉南迴公路的「達仁林場」（576公頃）。

## 外部連結
- 國立屏東科技大學（繁體中文）（页面存档备份，存于）
- Facebook專頁-屏科南風（繁體中文） （页面存档备份，存于）
- YouTube專頁 （繁體中文）（页面存档备份，存于）
- 校園導覽（繁體中文）（页面存档备份，存于）
- 校園3D立體建築（繁體中文）（页面存档备份，存于）
- 圖書與會展館（繁體中文）（页面存档备份，存于）
- 獸醫教學醫院（繁體中文）（页面存档备份，存于）
- 農機具陳列館（繁體中文）（页面存档备份，存于）
- 動物疾病診斷中心（繁體中文）（页面存档备份，存于）
- 貴重儀器中心（繁體中文）（页面存档备份，存于）
- 區域產學合作中心（繁體中文）（页面存档备份，存于）
- 教師資訊公開專區（繁體中文）（页面存档备份，存于）
- 校務資訊公開專區（繁體中文）
- 大專校院校務資訊公開平台（繁體中文）（页面存档备份，存于）